# 杜大偉
杜大偉（英語： Tai Wai，1976年8月14日—），香港男演員，曾為香港無綫電視基本藝人合約藝員。

## 背景
杜大偉是家中獨子，在幼稚園至小學四年級階段於葵興邨五座居住，此後在九龍黃大仙區竹園邨成長。父親是一名裁縫店老闆，母親則於大連排道任鐘錶廠工人。他就讀中華傳道會許大同學校（小一至小四）和浸信會天虹小學（小五至小六），1987年升讀中學。中學期間曾在太古城的溜冰場任職兼職巡邏職員，又曾在中學母校當夜間飯堂的員工。雖然讀書成績一般，但受到不少老師關顧。1992年從聖公會聖本德中學中五畢業後修讀平面及廣告設計課程。報考無綫電視之初，即1997年，他原計劃報讀電視台平面設計訓練班，學習製作視覺效果。面試時因面試官覺得杜的學歷不夠，所以鼓勵他轉為報讀藝員訓練班，終獲取錄，成為1997年第11期無綫電視藝員訓練班學員，同學有袁彩雲（旁聽）、何偉業等人。
杜大偉簽約電視台前擔任過綜藝節目助手。他簽約初年於戲劇組當演員，在2001年獲無綫電視列為力捧的「九男女」，其餘八人為林峯、楊怡、葉璇、鄧健泓、陳詠嫻、黃佩珊、楊明及黃宗澤。但因為當年一朝得志，以致錯失了很多機會，最終在被兒童節目監製曾廣平相中的情況下自願申請調往兒童組多加磨練，在2002年至2010年代，他曾經是兩代兒童節目《至NET小人類》和《放學ICU》的主持，合共十多年。杜大偉入行以來參演過多套電影和電視劇，較令觀眾留下印象的角色包括《無頭東宮》的凌丹、《愛·回家》的細楊生、《忠奸人》的十仔等。近年杜大偉透過《愛·回家之開心速遞》的關彼得（Peter）及《十八年後的終極告白》的施文虎（Tiger）開始為人所認識。2018年於深圳「2018中國演藝風雲人物頒獎盛典」中獲頒「最佳演員獎」。
另外，他自2000年代初已跟朋友在佐敦合資開辦兒童教育中心，兼任樂器維修員；2015年至2016年與表哥一同經營火鍋店「倫哥尊尚火鍋私房菜」，短短5年內已開了7間店舖。2020年開設開設廣告製作公司。而從2011年12月開始，他也在「唐韋琪才藝訓練中心」擔任演藝導師。

## 個人生活
2013年7月28日，杜大偉與圈外女友楊凱琳（Stella）結婚。

## 演出作品
*以下列表只記錄杜大偉演出過的劇集作品，若有遺漏，請協助補充相關資料。

### 電視劇
| 年份       | 劇集                  | 角色                                               |
| 無綫電視   |                       |                                                    |
| 1997年     | 美味天王              | 記者                                               |
| 1997年     | 開心女鬼              | 侍應                                               |
| 1998年     | 離島特警              | 四大天王                                           |
| 1998年     | 妙手仁心              | 急症室護士                                         |
| 1998年     | 烈火雄心              | 洪手下                                             |
| 1998年     | 真情                  | 路人 畫店老闆                                      |
| 1999年     | 寵物情緣              | 黑社會成員                                         |
| 1999年     | 洗冤錄                | 皇爺                                               |
| 1999年     | 創世紀                | 賓客                                               |
| 1999年     | 鑑證實錄II            | 區展龍                                             |
| 1999年     | 人龍傳說              | 村民                                               |
| 1999年     | 茶是故鄉濃            | 家丁、榮耀祖手下                                   |
| 1999年     | 反黑先鋒              | 世榮                                               |
| 1999年     | 陀槍師姐II            | 何志剛                                             |
| 2000年     | 男親女愛              | 保安主任、文員                                     |
| 2001年     | 陀槍師姐III           | 宋子傑                                             |
| 2002年     | 無頭東宮              | 凌 丹                                              |
| 2002年     | 皆大歡喜              | 路人、乞丐、侍衛、洋士兵、大漢、官差、細路明、小二 |
| 2002年     | 洛神                  | 周 祥                                              |
| 2002年     | 烈火雄心II            | 金毛強                                             |
| 2002年     | 談判專家              | 傑                                                 |
| 2002年     | 再生緣                | 趙 昺                                              |
| 2003年     | 洗冤錄II              | 村民、何大興                                       |
| 2003年     | 衛斯理                | 沙 漠                                              |
| 2003年     | 金牌冰人              | 孟大媒                                             |
| 2004年     | 怪俠一枝梅            | 蟻                                                 |
| 2004年     | 陀槍師姐IV            | 宋子傑                                             |
| 2004年     | 無名天使3D            | 男子                                               |
| 2005年     | 御用閒人              | 店小二                                             |
| 2005年     | 秀才遇著兵            | 小五                                               |
| 2005年     | 我的野蠻奶奶          | 參賽夫婿                                           |
| 2006年     | 天幕下的戀人          | 婚姻註冊官                                         |
| 2006年     | 鳳凰四重奏            | 亞財、永香樓助理                                   |
| 2006年     | 賭場風雲              | Peter                                              |
| 2006年     | 點指賊賊賊捉賊        | 邵大偉                                             |
| 2007年     | 蕭十一郎              | 無垢山莊家丁                                       |
| 2007年     | 歲月風雲              | 醫生                                               |
| 2007年     | 兩妻時代              | 男徵婚者                                           |
| 2008年     | 原來愛上賊            | 疑犯、急診醫生                                     |
| 2009年     | 老婆大人II            | 侍應                                               |
| 2009年     | 烈火雄心3             | 南同學                                             |
| 2010年     | 女王辦公室            | 餐廳經理                                           |
| 2010年     | 秋香怒點唐伯虎        | 文人                                               |
| 2010年     | 飛女正傳              | 新郎                                               |
| 2010年     | 談情說案              | 男戶主                                             |
| 2010年     | 刑警                  | 精神科醫生                                         |
| 2011年     | 女拳                  | 苦力                                               |
| 2011年     | Only You 只有您       | 律師                                               |
| 2011年     | 七號差館              | 毛大志                                             |
| 2011年     | 點解阿Sir係阿Sir      | 其他學校教練                                       |
| 2011年     | 誰家灶頭無煙火        | 陳子昌                                             |
| 2011年     | 怒火街頭              | 檢控官                                             |
| 2011年     | 真相                  | 陳啟東                                             |
| 2011年     | 紫禁驚雷              | 御前侍衛                                           |
| 2011年     | 潛行狙擊              | 康仔                                               |
| 2011年     | 法證先鋒III           | 民父                                               |
| 2012年     | 當旺爸爸              | 攝影師                                             |
| 2012年     | 拳王                  | 達                                                 |
| 2012年     | 心戰                  | 主持                                               |
| 2012年     | 愛·回家 (第一輯)      | 楊乃閔（細楊生）                                   |
| 2012年     | 衝呀！瘦薪兵團        | 主持                                               |
| 2012年     | 護花危情              | 殺手                                               |
| 2012年     | 怒火街頭2             | 師爺                                               |
| 2012年     | 造王者                | 朝廷大臣                                           |
| 2012年     | 天梯                  | 才                                                 |
| 2012年     | 雷霆掃毒              | 龍手下                                             |
| 2012年     | 我外母唔係人          | 司儀                                               |
| 2013年     | 仁心解碼II            | 應徵者                                             |
| 2013年     | 情逆三世緣            | 馬 騮                                              |
| 2013年     | 神鎗狙擊              | 收數佬                                             |
| 2013年     | 巨輪                  | 花灑強                                             |
| 2014年     | 忠奸人                | 伍承義（十仔）                                     |
| 2014年     | 我們的天空            | 何仲希                                             |
| 2014年     | 使徒行者              | 許家維                                             |
| 2014年     | 名門暗戰              | 黎 俊                                              |
| 2015年     | 師奶MADAM             | Richard                                            |
| 2015年     | 四個女仔三個BAR       | 裘百通                                             |
| 2015年     | 樓奴                  | 吳生                                               |
| 2015年     | 無雙譜                | 岳老闆                                             |
| 2016年     | 愛情食物鏈            | Albert                                             |
| 2016年     | 鐵馬戰車              | 安                                                 |
| 2016年     | 警犬巴打              | 律師                                               |
| 2016年     | 潮流教主              | 品牌商                                             |
| 2016年     | EU超時任務            | Ivan友人                                           |
| 2016年     | 純熟意外              | 甘神醫（青年）                                     |
| 2016年     | 一屋老友記            | 怒漢                                               |
| 2016年     | 愛·回家 (第二輯)      | 楊乃閔（細楊生）                                   |
| 2016年     | 愛·回家之八時入席     | 蔡San                                              |
| 2016年     | 律政強人              | 李 新                                              |
| 2016年     | 幕後玩家              | 陳生                                               |
| 2017年至今 | 愛·回家之開心速遞     | 關彼得（Peter）                                    |
| 2017年     | 味想天開              | 黃保言                                             |
| 2017年     | 乘勝狙擊              | 馬主（第2集）                                      |
| 2017年     | 與諜同謀              | Samuel                                             |
| 2017年     | 心理追兇 Mind Hunter  | 吳家良                                             |
| 2017年     | 全職沒女              | David                                              |
| 2017年     | 同盟                  | 李鐵岳（李議員）                                   |
| 2017年     | 老表，畢業喇！        | Juliet父親                                         |
| 2017年     | 誇世代                | 爛命茄                                             |
| 2018年     | 波士早晨              | 陳瑞年                                             |
| 2018年     | 翻生武林              | 村民                                               |
| 2018年     | 逆緣                  | 曲兆良                                             |
| 2018年     | 天命                  | 愛新覺羅·永瑆                                      |
| 2018年     | 再創世紀              | 主播                                               |
| 2018年     | 是咁的，法官閣下      | 龍康城（Lone）                                     |
| 2018年     | 大帥哥                | 麥家富                                             |
| 2018年     | 救妻同學會            | 趙志普                                             |
| 2019年     | 福爾摩師奶            | 白羅拔（白警司，牛雜仔）                           |
| 2019年     | 十二傳說              | 莫世倫                                             |
| 2019年     | 解決師                | George                                             |
| 2020年     | 丫鬟大聯盟            | 工部尚書                                           |
| 2020年     | 黃金有罪              | 鍾 邦                                              |
| 2020年     | 十八年後的終極告白    | 施文虎（Tiger）                                    |
| 2020年     | 殺手                  | 坤少                                               |
| 2020年     | 迷網                  | 巫教授                                             |
| 2020年     | 使徒行者3             | 鄧律師                                             |
| 2021年     | 堅離地愛堅離地        | 希父                                               |
| 2021年     | 伙記辦大事            | 律師                                               |
| 2021年     | 逆天奇案              | 高級督察                                           |
| 2021年     | 一笑渡凡間            | 慧遠禪師                                           |
| 2021年     | 寶寶大過天            | 康安然（Eric）                                     |
| 2021年     | 七公主                | 黎大狀                                             |
| 2021年     | 我家無難事            | 凌亦和（Sam）                                      |
| 2021年     | 星空下的仁醫          | 趙醫生                                             |
| 2022年     | 鐵拳英雄              | 彭堅（年青）                                       |
| 2022年     | 十八年後的終極告白2.0 | 許志祥                                             |
| 2022年     | 回歸                  | 醫生                                               |
| 2022年     | 痞子殿下              | 客人                                               |
| 2022年     | 美麗戰場              | 水哥                                               |
| 2022年     | 法證先鋒V             | 胡定軒                                             |
| 2022年     | 輕·功                 | 館長                                               |
| 2023年     | 新四十二章            | 士多老闆                                           |
| 2023年     | 法言人                | 方頌文                                             |
| 2023年     | 隱門                  | 法官                                               |
| 2023年     | 靈戲逼人              | 偉                                                 |
| 2023年     | 你好，我的大夫        |                                                    |
| 2024年     | 旁觀者                | 講師                                               |
| 2024年     | 本尊就位              |                                                    |
| 2024年     | 逆天奇案2             | 飾火                                               |
| 2024年     | 神耆小子              |                                                    |
| 2024年     | 異空感應              |                                                    |
| 2025年     | 痞子無間道            | 恭喜您                                             |
| 2025年     | 刑偵12                | 何啟軒                                             |
| 邵氏兄弟   |                       |                                                    |
| 2023年     | 廉政狙擊              | 曹國敬（曹Sir）                                    |

### 電影
- 1999年：《童黨之金牌少年犯》飾 豪
- 1999年：《怪異集之快離開吧》
- 2000年：《野獸童黨》飾 千禧B
- 2001年：《鎗神傳說》
- 2001年：《極速鎗王》
- 2002年：《野獸童黨2之少年槍黨》飾 江澤文
- 2003年：《香港特區警察系列之兵捉賊》飾 CID甲
- 2003年：《星夢情真》
- 2003年：《九龍的天空之魔鬼屠夫》飾 阿漢
- 2003年：《江湖篇之大佬》
- 2003年：《私家秘密處女》
- 2003年：《風繼續吹》飾 Leslie
- 2003年：《懵伯》
- 2003年：《甘田一豪宅謀殺案》
- 2004年：《任務待續》
- 2004年：《失敗家族》
- 2005年：《玩槍少年》

### 網絡劇
- 2019年：《PTU機動部隊》飾 何守義

### 舞台劇
- 2014年12月19日-21日：《靜夜飛翔》飾演 劉心（九龍灣國際展貿中心演講廳）
- 2018年：我就嚟係歌手

### 節目主持（無綫電視）
- 2002年：星晨旅遊紐西蘭真程趣
- 2000年代初起：週日小人類
- 2002年至2004年：至NET小人類
- 2003年：精靈智多Kid
- 2010年至2015年：放學ICU
- 2012年至2015年：智激校園

### 參與節目（無綫電視）
演出
- 2000年：全城響應助更生
- 2001年：求其一個夢
- 2005年：DaDa DeDe 小名廚
- 2007年：兒歌金曲頒獎典禮2007
- 2008年：兒歌金曲頒獎典禮2008

嘉賓
- 2012年：智激校園
- 2019年：流行都市（3月）
- 2021年：流行經典50年

## 廣告
- 2020年：環球大聯盟

## 外部連結
- 杜大偉在香港影庫上的簡介
- 杜大偉的Instagram帳戶